# توشیما، کاگوشیما
توشیما، کاگوشیما (به لاتین: Toshima, Kagoshima) یک منطقهٔ مسکونی در ژاپن است که در Kagoshima District واقع شده‌است. توشیما ۱۰۱٫۳۵ کیلومترمربع مساحت و ۶۸۸ نفر جمعیت دارد.